# 籠谷城
籠谷城（こもりやじょう）は、栃木県真岡市大字下籠谷字山前にあった日本の城。篭谷城とも書く

## 概要
天正年間（1573年 - 1592年）に籠谷政高によって築城されたと伝えられる。
明治時代までは二重の堀と土塁の遺構が残されていたが、同時代の宅地開発により消失した。
また、同地には同城に由来すると思われる「堀内」の字が残る。
現在は、東北部に深さ約1.2mの堀と高さ約1mの土塁が一部残っている他は雑木林になっている。